# Roque Labajos Arenas
Roque Labajos Arenas fou un polític espanyol, diputat al Congrés dels Diputats durant la restauració borbònica.
Se saben pocs detalls de la seva vida. Sembla que era originari de Madrid, potser era impressor, i el 1885 va ingressar a la Societat Econòmica Barcelonesa d'Amics del País. Fou elegit diputat del Partit Conservador pel districte de la vila de Gràcia a les eleccions generals espanyoles de 1884. No fou reescollit.